# Waldemar Sjölander
Gustav Waldemar Sjölander Johnson (Gotemburgo, 6 de enero de 1908 - Ciudad de México, 18 de marzo de 1988) fue un pintor, grabador y escultor sueco, que desarrolló la mayor parte de su carrera en México.

## Primeros años
Sjölander nació el 6 de enero de 1908 en Gotemburgo, Suecia, hijo de un ingeniero e inventor de cerraduras para cajas fuertes. De niño, estudió en la Free School of Fine Arts con Albert Edh y en la Valand Art School con Tor Bjurstrom. También viajó con su padre por negocios, lo que le permitió estudiar en otras partes de Europa como Dinamarca, Noruega y Francia. En la década de 1920, cuando era adolescente, viajaba como marinero, tradicional para los jóvenes del país. Durante esta década visitó Veracruz y otros puertos del Golfo de México en varias ocasiones.
Sus visitas a México lo impresionaron y a fines de la década de 1930 decidió emigrar al país, pero la Segunda Guerra Mundial retrasó sus planes. Durante esta guerra, se convirtió en oficial en un regimiento de caballería a lo largo de la frontera de Suecia con Finlandia, estudiando español de un viejo libro de gramática en su tiempo libre.
Sjölander se convirtió en uno de los muchos artistas plásticos que emigraron a México en el siglo XX. Después de dejar su país al final de la guerra, primero fue a Cuba, donde permaneció durante un año. En 1947 llegó nuevamente a Veracruz. Se sintió atraído por México como una especie de "paraíso tropical" relativamente no afectado por los vicios de la civilización y también libre de los largos inviernos de Suecia. Ansioso por explorar su nuevo hogar, viajó por el país, a la Ciudad de México, Guadalajara,Tehuantepec, Juchitán y San Blas durante dos años, creando más de 200 pinturas y muchos dibujos más. Quedó particularmente impresionado con los paisajes de Oaxaca, pero finalmente se instaló en la Ciudad de México.

## Carrera
Sjölander comenzó su carrera artística en Suecia. Comenzó a crear grabados, especialmente litografía a mediados de la década de 1940, y para sobrevivir a menudo tuvo que pintar cafés y otros establecimientos comerciales. En 1944, tuvo una exposición individual en la Galería de Arte Olsen, luego en la Galería de Arte Moderno en 1945 y 1946. Estas exposiciones lo convirtieron en un artista establecido en su país de origen.
Después de llegar a México, Diego Rivera y José Clemente Orozco ayudaron al artista a obtener su primera exposición individual en México con el entonces Museo Nacional de Artes Plásticas del Instituto Nacional de Bellas Artes en 1948, seguido de otra en 1950, donde su obra recibió favorables revisiones. Otras exposiciones individuales importantes incluyen otra en el mismo museo en 1960, el Palacio de Bellas Artes en 1965 y 1969, el Salón de la Plástica Mexicana en 1957, 1958 y 1967, la Galería Mer-Kup en la Ciudad de México en 1966 y 1968 y la Konstakademie en Suecia en 1961. También participó en numerosas exposiciones colectivas en México y países como Japón, Francia, Hungría y Cuba. Muchos de estos fueron eventos bienales como el Salón Anual de Pintura y Grabado en la Ciudad de México en 1958, la Bienal Internacional de Pintura, Escultura y Grabado en 1960, varias bienales del Instituto Nacional de Bellas Artes de escultura en la década de 1960, el International Bienal de Impresión en Tokio en 1960 y 1972 y Bienal de São Paulo en 1961 y 1972. En 1982 fue elegido miembro del comité de selección de la Trienal de Escultura.
Las obras de Sjölander se pueden encontrar en la colección del Museo Nacional de Suecia, el Museo de Arte Moderno de Estocolmo, el Museo Tessin de París, el Museo de Gotemburgo, el Museo de Arte Moderno, el Palacio de Bellas Artes, el Museo Nacional de Rodesia y la Casa de las Américas en Cuba.
Además de producir arte para el que nunca aceptó la ayuda de un mecenas, Sjölander también enseñó en la Escuela Nacional de Pintura, Escultura y Grabado "La Esmeralda" (1971-1985) y en la Escuela Nacional de Artes Plásticas (1977-1985). En 1985 se incorporó al Centro de Investigación y Experimentación Plástica.
El trabajo de Sjölander fue reconocido con varias distinciones durante su vida, incluida la Primera Clase de Decoración de Caballero de su país natal de Suecia en 1959, la membresía en la Orden de San Miguel en Francia en la década de 1960 junto con la membresía en el Salón de la Plástica Mexicana. Recibió el premio Xipe-Totec en la Primera Bienal Nacional de Escultura en 1962 y el primer premio de escultura del Salón de la Plástica Mexicana en 1971. Retrospectivas de su obra incluyen una en el Palacio de Bellas Artes en 1985, una del Instituto Nacional de Bellas Artes en 1991 y en el Museo Dolores Olmedo en 1998.
Sjölander falleció en la Ciudad de México el 18 de marzo de 1988 a la edad de ochenta años.

## Arte
Sjölander pintó, esculpió y grabó durante su carrera, diseñando más de 500 de las herramientas que utilizó. En pintura trabajó en óleo y en imprenta trabajó en aguafuerte, punta seca, litografía y monotipia. Esculpió obras tridimensionales junto con relieves (su especialidad) en yeso, bronce y madera, siendo la madera su medio más expresivo. A menudo obtenía sus materiales en sus viajes por México, como la caoba de Veracruz.
La obra del artista, especialmente su pintura, destaca por el uso del color. En Suecia, fue miembro de un grupo llamado "Coloristas de Gotemburgo" como movimiento artístico en ese país, que experimentó con colores que no se usaban antes allí. Cuando llegó a México, la naturaleza y los colores comunes en México eran muy diferentes a su país de origen y los cambios en su arte comenzaron casi de inmediato, aunque en ambos lugares la naturaleza jugó un papel dominante. Su trabajo anterior utilizó colores más atrevidos que el trabajo posterior, que se volvió más sutil y delicado. Fernando Gamboa escribió que "su autonomía radica en su color, en los ricos matices que nunca rompen la superficie de la pintura; el equilibrio y la originalidad de sus esculturas revelan una resolución única de forma y estilo.
Gran parte de sus pinturas, relieves y grabados se relacionan con el hombre y el paisaje, con pocos retratos como el de su esposa, Aurora, en 1952. Su obra inicial fue más figurativa, mostrando la influencia de Edvard Munch (a quien conoció en Oslo), Pablo Picasso, Henri Matisse y Pierre Bonnard y el expresionismo del norte de Europa, debido a su formación formal. Aunque tenía la edad de los muralistas mexicanos, en México pasó a formar parte de la siguiente Generación de la Ruptura. Su trabajo gradualmente se volvió menos figurativo. A fines de la década de 1950 y principios de la de 1960, la figura humana comenzó a dividirse y en la de 1970 y principios de 1980 su trabajo era más un análisis abstracto de la forma con siluetas.